# Arbeiterhilfe für Bosnien
Workers’ Aid for Bosnia (deutsch Arbeiterhilfe für Bosnien) (manchmal abgekürzt als "Workers’ Aid") wurde 1993 in London, Vereinigtes Königreich, nach einem Aufruf der Kampagne gegen Faschismus in Europa (CAFE) gegründet. Sechzig Personen – Sozialisten, Gewerkschafter und bosnische Flüchtlinge – trafen sich, um zu erörtern, wie die Solidarität mit den Menschen im ehemaligen Jugoslawien organisiert werden kann, die für ein vereintes, multiethnisches Bosnien und Herzegowina eintreten.

## Entstehung und inhaltliche Positionen
Workers’ Aid wurde von der International Socialist Group, der USFI und der Workers Revolutionary Party (Workers Press) unterstützt. Allerdings gab es zwischen diesen Gruppierungen Rivalitäten, die dem Solidaritätsprojekt nicht zuträglich waren.
Auf der Gründungsversammlung wurde ein Brief eines serbischen Gegners des serbischen Nationalismus verlesen. Er appellierte an die Arbeiter in Großbritannien, Lebensmittel in die Bergbaugemeinden von Tuzla zu bringen, der multiethnischen Bastion von Bosnien und Herzegowina, die seit vielen Monaten von nationalistischen Kräften belagert wurde. Dies war ihre erste größere Aktivität. Steve Myers von CAFE, einer der Initiatoren von Workers’ Aid for Bosnia, wurde zum internationalen Koordinator gewählt, und später wurde die Zusammenarbeit mit Arbeiterorganisationen und Konvois aus Schweden, Dänemark, Deutschland, Frankreich, Ungarn und Italien ausgebaut.
In Großbritannien begann die Aktion mit einem Aufruf für Freiwillige, Geld und Lebensmittel. Im ganzen Land wurden Versammlungen abgehalten, bei denen um Unterstützung durch die Gewerkschaften und die Arbeiterbewegung geworben wurde. Der erste Lastwagen wurde mit einer Spende der Muslim Solidarity Campaign gekauft. Sobald weitere Lastwagen verfügbar waren, fuhren sie in Konvois. Was Workers Aid von anderen humanitären Hilfsorganisationen und NROs unterschied, war ihre explizite politische Haltung. Sie setzte sich für die Aufhebung des von der UNO verhängten Hilfs- und Waffenembargos ein, durch das die Bosnier den viel besser bewaffneten serbischen Nationalisten schutzlos ausgeliefert waren. In diesem Zusammenhang blockierten zehn Lastwagen des Konvois bei der Durchfahrt durch Zagreb, Kroatien, das UN-Militärgelände und traten im kroatischen Fernsehen auf, um die Aufhebung des Waffenembargos zu fordern.
Workers’ Aid betrachtete den Krieg nicht als Bürgerkrieg zwischen sich bekriegenden Stämmen, sondern als ein spezifisches politisches Projekt, das durch westliche Einmischung, großserbischen Nationalismus und in geringerem Maße auch kroatischen Nationalismus angetrieben wurde. Workers Aid verstand sich nie als Wohltätigkeitsorganisation, sondern als eine Kampagnenorganisation, die darauf abzielte, eine Reaktion der breiteren Arbeiterbewegung in ganz Europa zu bewirken.
Die Gruppe setzte ihre Arbeit im ehemaligen Jugoslawien fort und besuchte im Januar 1996 erstmals das Kosovo. Unter ihrem neuen Namen, Workers Aid for Kosova (Kosova ist der albanische Name des Kosovo), war sie eine der ersten Organisationen, die während der NATO-Intervention im Juli 1999 Hilfe in den Kosovo brachte. Im Juli und August desselben Jahres unterstützten sie Bergarbeiter in und um Kosovska Mitrovica und Pristina und versorgten – mit Unterstützung der Studentenvertretung der Universität von Aberdeen zusammen mit Aid Convoy – die Studentengewerkschaft der Universität von Pristina. Von dieser Reise gibt es einen Film, der den Titel "Simply Convoy" trägt und von Rachel Robertson, einem Mitglied des Konvoi-Teams, gedreht wurde.
Später beteiligten sich einige Mitglieder von Workers’ Aid an anderen politischen Kampagnen, wie Reclaim the Streets und dem Liverpooler Hafenarbeiterstreik. Andere engagierten sich in regulären Wohltätigkeitsorganisationen oder leiteten andere Organisationen wie den Aid Convoy, der weiterhin im benachbarten Albanien und in anderen Ländern tätig ist. Viele einzelne gewerkschaftliche Ortsgruppen und -mitglieder beteiligten sich auch an praktischen Solidaritätsaktionen.

## Weiterlesen
- Robert Myers "The Fallacy of Neutral Humanitarianism in Bosnia" Human Rights Dialogue, 6. Januar 2001
- Workers aid for Bosnia: Taking sides – against ethnic cleansing in Bosnia: the story of the Workers Aid for Bosnia convoys. Self Published, Leeds, UK 1998, ISBN 978-0-9531826-0-2 (englisch).
- Nicolas Moll: Solidarity is more than a slogan. International Workers Aid during and after the 1992–1995 war in Bosnia and Herzegovina. Rosa-Luxemburg-Stiftung Brussels Office, Brussels 2021 (englisch, rosalux.eu).